# Tralla La
A Tralla La Carl Barks író és rajzoló 1954-ben megjelent képregénye Dagobert bácsi főszereplésével. Az eredetileg cím nélküli történetet a Dell Comics Uncle Scrooge című sorozatának 6. számában adták ki először, melyben Dagobert unokaöccseivel a legendás elveszett város, Tralla La felkutatására indul a Himalájába. A magas hegyek által körülölelt völgy lakói az elbeszélések szerint nem használnak pénzt és nem érdekli őket a vagyon felhalmozása. Dagobert úgy véli Tralla La a tökéletes hely, hogy pihentesse az üzleti világ viszontagságai által megviselt idegeit. A kacsák megérkezése a természetközeli, utópisztikus társadalomba azonban nem várt következményekkel jár.

## A történet megszületése

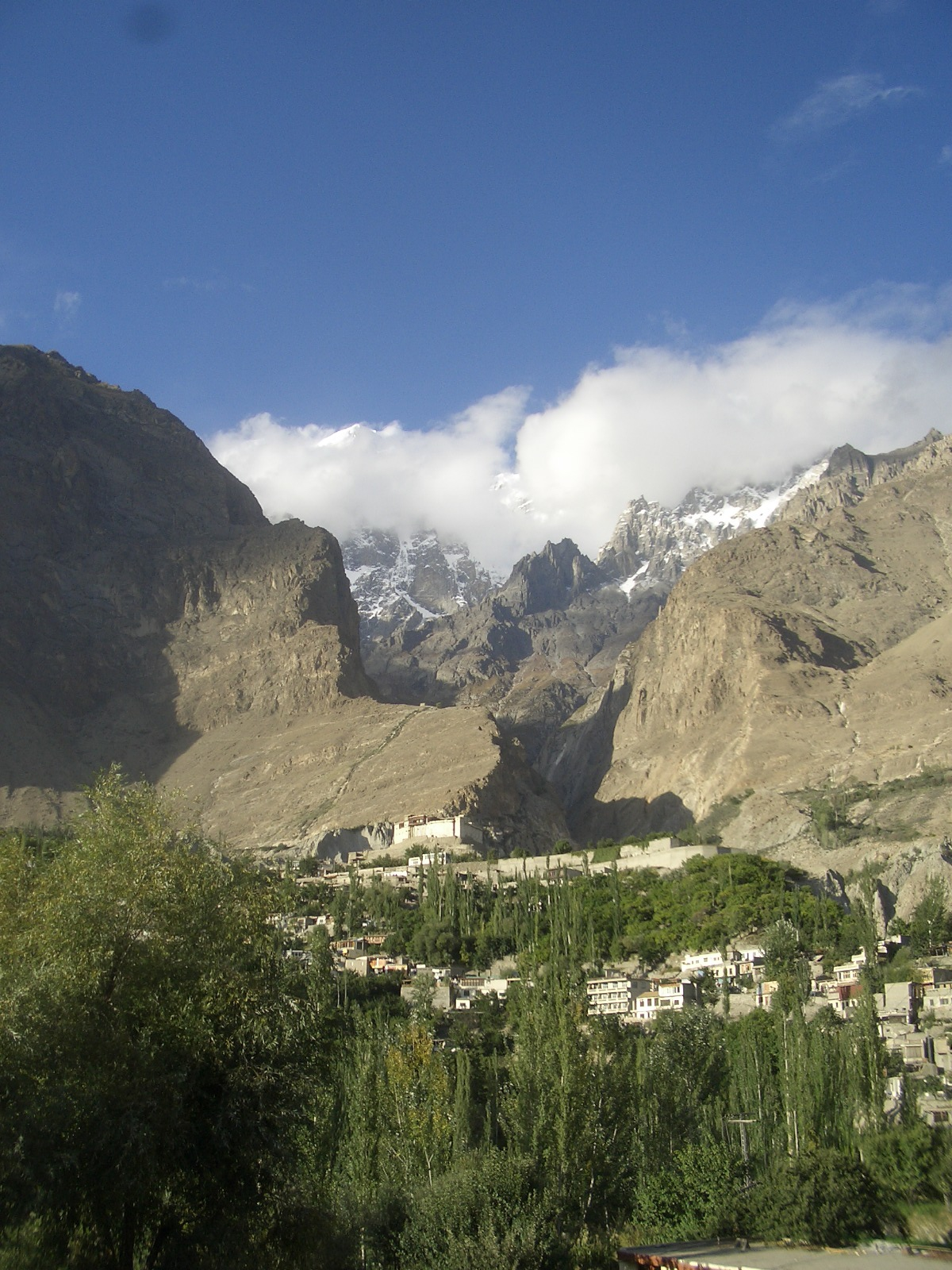
Carl Barksra a történet képi világának megtervezésekor jelentős hatással volt a Hunza-völgy látképe

Carl Barks 1953-ban írta és rajzolta meg a Tralla Lát. A huszonkét oldalas történet alapja Barks azon egyszerű szándékából alakult ki, miszerint szeretett volna valamilyen tárgyból látványos keretek között egymilliárd darabot bemutatni. Ez az ötlete akkor támadt, mikor az Amerikai Egyesült Államok Kongresszusának milliárdos nagyságrendű ráfordításairól olvasott. A Tralla La emellett James Hilton A Kék Hold völgye című bestseller regényének 1937-es, azonos című adaptációjának, illetve az abban megjelenő utópisztikus hely, Sangri-la paródiája. Barks városára azonban nem csupán a Hilton által kitalált éden volt hatással. Sokat merített Jean és Franc Shor a National Geographic magazinban megjelent, a Himalája mellett lakó, és a száz évet is megérő hunzákról szóló cikkéből és fényképeiből. Ebből adódóan a Tibet, Kína és Pakisztán által körbeölelt, elzárt és egyszerű agrártársadalmú Hunza több hasonlóságot is mutat Tralla La látképével. A Kék Hold völgye és a Hunzáról szóló cikk mellett Barks nyilatkozata szerint a média által gyakran, a városi lakosság egészségtelen életmódjáról hangoztatott frázisok is ötletforrásként szolgáltak számára. A történet cselekményét Barks Dagobert megfáradt idegei megnyugtatására szedett orvosságával fűzte össze, mely a Tralla La visszatérő vicce és több humoros jelenet forrása. A Tralla La az első történet, melyben feltűnik Tiki, Niki és Viki Az Ifjú Mormoták kézikönyve című cserkészkönyve, mely a kacsák későbbi kalandjai során visszatérő elemmé vált.
A Western Publishing, a Dell Publishing partnercége 1953. október 29-én vette át a huszonkét oldalas Tralla Lát. A történet 1954 júniusában, az Uncle Scrooge 6. számában jelent meg először, cím nélkül. 1962-ben Malcolm Willits gyűjtő kérésére Barks a Hoopla in Shangri La címet rögtönözte a történet számára. Az évek során azonban Barks javaslatával szemben az egyszerűbb Tralla La, vagy olykor a Valley of Tralla La bizonyult maradandóbbnak és honosodott meg. A Tralla La történetét eredeti megjelenése után többször is kiadták, először 1966-ban, a Gold Key Comics The Best of Uncle Scrooge and Donald Duck című gyűjteménykötet első számában.

## A cselekmény
|  | Alább a cselekmény részletei következnek! |

Dagobertet teljesen elárasztja a munka, a számlák és a folyamatos ügyintézés. Ha csak valaki megemlíti előtte a pénzt, remegés jön rá, amin lassan már idegnyugtató orvossága sem képes úrrá lenni. Dagobert végül idegösszeomlást kap. Orvosa pihenést javasol a számára, lehetőleg minél távolabb a vagyonától. Dagobert így unokaöccseivel, Donalddal, Tikivel, Nikivel és Vikivel elindul a Himalájába, hogy megkeresse Tralla La rejtélyes városát, aminek lakói állítólag nem ismerik a pénzt, és nem érdekli őket az értéktárgyak felhalmozása sem.
Megérkezve a Himalája lábához azt tapasztalják, hogy bár a helybeliek halottak a városról, de senki sem tudja, hogy hol lehet. A szóbeszéd szerint azonban város egy mély, zöldellő völgyben található. Néhány óra kutakodás után Tiki, Niki és Viki gyümölcsfák zöld gallyaira lesznek figyelmesek, ahogyan azok felbukkannak egy medence aljáról. Arra következtetnek, hogy a medencét tápláló föld alatti folyó forrása csakis Tralla La lehet, amit a közeli több ezer méter magas hegyek vesznek körül. Dagobert bérel egy repülőgépet, mellyel ugyan képesek a hegycsúcsok fölé emelkedni, de mivel a völgy túl szűk, landolni már nem tudnak. Más lehetőségek híján Dagoberték csomagjaikkal együtt ejtőernyővel ereszkednek le, és a vastag felhőréteg alatt megpillantják a völgy megművelt földjeit, zöldellő mezőit és legelőit. A szerencsés földet érés után megismerkednek Tralla La lakóival, akik a legendákhoz híven, valóban nem ismerik a pénzt, nem érdekli őket a vagyon, és emellett igen vendégszeretőek is.
Mikor a kacsák már kezdenek kellemesen berendezkedni, Dagobert pedig elindult a gyógyulás útján, Tralla La egyik lakója megtalálja Dagobert egyik orvosságos üvegének fémkupakját. A jóhiszemű földműves megmutatja a kupakot Dagobertnek, aki persze nem tud mit kezdeni vele, így odaajándékozza a megtalálójának. A völgyben egyedinek számító kupak hamarosan hatalmas érdeklősét vált ki Tralla La lakóiból. Gazdáról gazdára száll és eközben az értéke egyre nő. Dagobert mit sem tudva az egészről, egyre jobban érzi magát. Úgy gondolja, hogy már nincs szüksége az orvosságára és hogy ezt azzal fogja megünnepelni, hogy mindet kiönti a közeli tóba. Mikor a helybeliek meglátják nála a kupakokat, azonnal megrohanják az ajánlataikkal. Miután napokig ostromolják őt a kupakokért, Dagobert idegállapota ismét egyre romlani kezd. Tikinek, Vikinek és Nikinek az az ötlete támad, hogy Donald térjen vissza a külvilágba és rendeljen egymilliárd kupakot Tralla La lakói számára. A fémdarab így elveszíti majd egyediségét, és az élet visszatérhet a megszokott kerékvágásba.
Néhány nap múlva Donald ledobja az első kupakszállítmányt a repülőgépről, majd ő maga is leereszkedik a völgybe. A terv működni látszik, a helybeliek kezdenek közömbössé válni a kupakok iránt, amiből már mindenkinek több mint elég van. Dagobert már éppen ünnepelni kezdene, mikor meglepetésére újabb kupakeső hullik a völgyre. Donald bejelenti, hogy az előző adag csak egymillió kupak volt, ő pedig Dagobert utasításához hűen egymilliárdot rendelt. Ez azt jelenti, hogy a repülőgépek heteken keresztül, óránkét fogják ledobni szállítmányukat a völgybe.
Néhány nap múlva Tralla La lakóinak kezd nagyon elegük lenni az állandó kupakesőből, ami tönkreteszi földjeiket. Dagobertéknek sikerül elbújniuk a helybeliek elől, de azok hamarosan rájuk találnak. A bíróság előtt Tikinek, Vikinek és Nikinek sikerül meggyőznie Tralla La elöljáróját, hogy ha nem akarják, hogy a völgyet a fák tetejéig megtöltsék a kupakok, el kell engedniük őket, hogy megállíthassák a szállítmányokat. A helybelieket megrémíti ez a fenyegető jövőkép, így szabadon engedik a kacsákat.
|  | Itt a vége a cselekmény részletezésének! |

## A történet motívumai
A Tralla La történetében Barks egy utópisztikus világot alkotott meg. A Himalájában megbúvó Tralla La, a világtól és a civilizációtól elzárt, elveszett város az egyszerű, természetközeli idillikus életet testesíti meg. Ugyanakkor Barks misztikus városa ezen életfelfogás és az ebben élő társadalom paródiája is, mely olyannyira eszményi és tiszta, hogy Dagobert és unokaöccsei érkezése előtt nyoma sem volt benne az önzésnek és irigység más javai iránt. Azonban azzal, hogy Tralla La egyik lakója megtalálja Dagobert gyógyszeres üvegének eldobott fémkupakját, a rend felborul. A külvilágban megszokott és közönséges tárgy az elszigetelt helyen egyediknek és különlegesnek számít. Ahogyan újra és újra gazdát cserél, az értéke is egyre növekszik. Barks magyarázata szerint a helybeliek emberi természetükből fakadóan nem tudtak ellenállni a csábításnak, amikor szembekerültek vele. Barks a történetben szatirikus módon figurázta ki az önzést és a sóvárgást az áhított tárgy megszerzése után azzal, hogy szembe állította annak értéktelenségét az érte felajánlott javak értékével. A fémkupakért a helybeliek minden földjüket és minden állatukat is felajánlják, még a szolgaságot is vállalták volna érte. Dagobert a problémát úgy akarja megoldani, hogy hétköznapivá teszi a különlegeset, és milliónyi fémkupakot rendel a helybelik számára. A terv azonban újabb károkat okoz, mikor a töménytelen mennyiségű kupak kezdi teljesen ellepni a völgyet.
Tom Andrae véleménye szerint a történet Barks ellenérzéseinek megnyilvánulásaként is értelmezhető, melyet az Egyesült Államok beavatkozása ellen táplált a bennszülött kultúrákba. A gyakran nagy összegű támogatások és felajánlások más, fejlődő országok számára gyakran az Államok érdekszférájának és befolyásának kiterjesztését szolgálták. Barks nyilatkozatával szemben a völgy lakóit nem pusztán emberi természetük rontja meg, hanem a civilizált világ képviselőinek megjelenése. Ekképpen a történet annak a példázataként is értelmezhető, ahogyan a kapitalizmus rendszere romboló hatást gyakorol a Karl Marx által, a használati értéknek nevezett alapokon működő kultúrára, mely a pénz és a piac elvei helyett a cserekereskedelemre és a kölcsönös ajándékozásra épül. Andrae a Tralla La tanulságát abban látja, hogy a társadalomnak, az embernek nem szabad egy értéktelen fémkupakért, átvitt értelemben a pénzért, feláldoznia a lelki békéjét és erkölcseit.
Geoffrey Blum a Tralla Lát Carl Barks egyik leghíresebb és legtökéletesebb műveként említi, melyet a történet és cselekmény szempontjából Barks előző, The Secret of Atlantis című képregényének ellentéteként értékel. A kontraszt már a helyszín megválasztásánál is szembetűnő, míg a kacsák atlantiszi kalandjuk során az óceán mélyére, addig Tralla La keresése során a Föld legmagasabb pontjára utaznak. A The Secret of Atlantisban a gazdagságot keresik, a Tralla Lában a békét kutatják. Az előbbi történet komédia, míg az utóbbi inkább tragikus hangvételű. Blum emellett nem teljes mértékben ért egyet azokkal a meghatározásokkal, mely a történet lényegének a kapitalizmusnak a marxista gazdaságmodellre kifejtett negatív és pusztító hatásainak példázatában látják. Véleménye szerint a Tralla La, Barks akkori, nem sokkal korábban kimondott válása utáni helyzetét és lelkiállapotát figyelembe véve, a stresszről és az emberben felgyülemlett feszültségről szól. „A Tralla La minden ember azon vágyáról szól, hogy megszökjön és békében éljen. Egyúttal ennek a vágynak a be nem teljesülése felett érzett mély csalódottságról is szól.” – írja Blum.

## Hatása és adaptációja
Bár nem a Tralla La folytatásaként, de szintén a hunza nép ihletésére készítette el Carl Barks 1981-ben a Go Slowly, Sands of Time című illusztrált történetét. Dagobert ebben a kalandjában azért keresi fel a Hunza-völgyet, hogy a helybeliektől megtudja, mi hosszú és egészséges életük titka. A Tralla La cselekményével szemben a Go Slowly, Sands of Time központjában már nem a társadalom, hanem az egyén boldogságának példázata áll. Évtizedekkel a Tralla La megjelenése után Don Rosa készítette el Barks történetének folytatását Return to Xanadu címen. Dagobert és unokaöccsei ezúttal a Mongol Birodalom elrejtett kincsei után kutatva indulnak a Himalájába. A nyomokat követve egy barlangon keresztül végül eljutnak a kincs feltételezett lelőhelyére, a legendás Xanaduba, amiről meglepődve tapasztalják, hogy az valójában Tralla La földje.
A Tralla La története szolgált alapjául az eredetileg 1987 és 1990 között sugárzott Kacsamesék (DuckTales) című animációs sorozat The Land of Trala La című epizódjának. Barks művei közül többet is felhasználtak a sorozat epizódjaihoz, melyek mind változó mértékben ragaszkodtak és épültek az eredeti történetekre. A The Land of Trala La viszonylag hűen követi Barks eredeti történetének fő cselekményét. Donald, a Kacsamesék legtöbb epizódjához hasonlóan, nem szerepel az adaptációban, helyére a külön az animációs sorozat számára megalkotott Egyszeregy Tóbiás, Dagobert titkára került.